# Bachuvarihalli, Chintamani
Bachuvarihalli là một làng thuộc tehsil Chintamani, huyện Kolar, bang Karnataka, Ấn Độ.